# اللاسلطوية في النمسا
انبثقت اللاسلطوية في النمسا في بدايتها عن القطاعات اللاسلطوية لجمعية الشغيلة العالمية، وتطورت في نهاية المطاف لتصبح حركة نقابية أناركية على الصعيد الوطني وبلغت أوجها خلال عشرينيات القرن العشرين. تعافت اللاسلطوية ببطء في أعقاب تأسيس الفاشية في النمسا والحرب اللاحقة، وأُعيد تشكيل اللاسلطوية النقابية في نهاية المطاف بحلول تسعينيات القرن العشرين.

## تاريخيًا

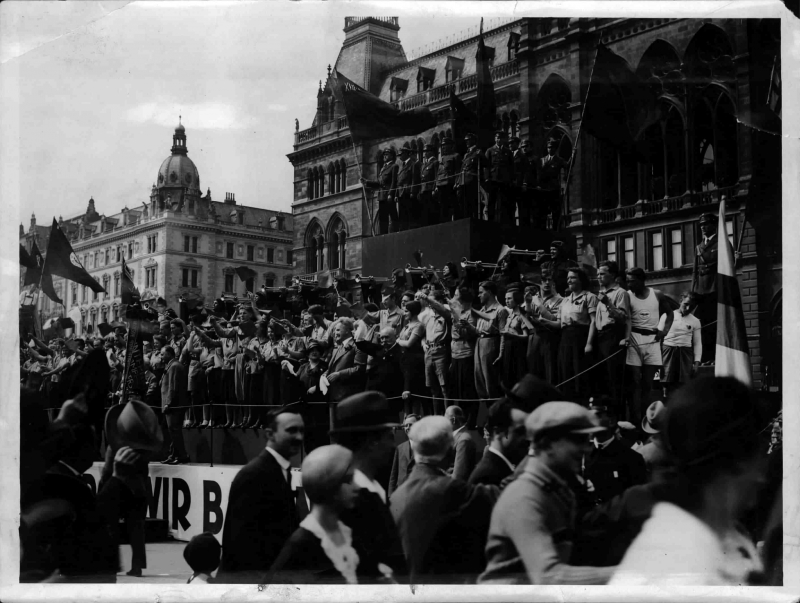
عرض على الشرفة في مبنى البلدية مع شخصيات بارزة مثل أديلهايد بوب ويوهان شورش، وموسيقيين وممثلين من رابطة الدفاع الجمهوري

بعد تأسيس الإمبراطورية الفرنسية الأولى في عام 1804، أعلن الإمبراطور الروماني المقدس فرانتس الثاني تأسيس الإمبراطورية النمساوية في ظل حكم إمبراطورية هابسبورغ. جرى حل الإمبراطورية الرومانية المقدسة في أعقاب هزيمة النمسا في معركة أوسترليتز في عام 1806، واستُبدلت بكونفدرالية الراين التي كانت دولة فرنسية عميلة. في عام 1813، جرى حل الكونفدرالية كذلك في أعقاب هزيمة فرنسا في معركة لايبزج والحملة الألمانية التي تلت ذلك، فاتحدت النمسا مع عدد من الولايات الألمانية في إطار الاتحاد الألماني، على الرغم من احتفاظها بالحكم على بعض الأراضي غير التابعة للاتحاد –في المجر وكرواتيا وبوهيميا وغاليسيا ولودوميريا ولومبارديا فينيشيا.

### نشأة الاشتراكية واللاسلطوية
برزت الأفكار الليبرالية والقومية واليسارية في جميع أنحاء الإمبراطورية النمساوية خلال ثورات عام 1848، ما أدى إلى اندلاع عدد من الثورات ضد الدولة المركزية بغية تحقيق الاستقلال وإحلال الديمقراطية التمثيلية. سعى ميخائيل باكونين في شبابه إلى مساعدة الحركات القومية السلافية في الأراضي النمساوية في تشيكيا وروثينيا وبولندا، وشرع في تنظيم ثورة مايو التي هدفت إلى الإطاحة بالحكم النمساوي. ألقت السلطات النمساوية القبض على باكونين وسلمته في النهاية إلى الإمبراطورية الروسية. على الرغم من بعض التنازلات الطفيفة التي قدمتها الحكومة النمساوية، تزايدت كراهية الطبقات العاملة إزاء الاستبداد النمساوي جراء القمع الذي مارسه ضد الثورات –ففي عام 1850، هاجم عمال مصنع خمور أحد جنرالات الثورة المضادة، يوليوس جاكوب فون هايناو، وذلك أثناء زيارته إلى لندن.
ساهمت الأزمة الاقتصادية التي حدثت في أعقاب ذعر عام 1857 والأزمة السياسية الناجمة عن حرب الاستقلال الإيطالية الثانية في انتشار الوعي الطبقي بين أوساط الطبقات العاملة النمساوية، وبلغت ذروتها في ستينيات القرن التاسع عشر بإنشاء جمعية الشغيلة العالمية. بدأت مجموعة من المدارس الفكرية الجديدة الراديكالية في الانتشار في جميع أنحاء النمسا، بما في ذلك المدارس ذات التوجهات الاشتراكية للأناركية والنقابية والديمقراطية الاجتماعية، بالإضافة إلى التوجهات الليبرالية كالفردية ورأسمالية عدم التدخل والمدرسة النمساوية للاقتصاد.
أمضى الإمبراطور الجديد فرانتس يوزف الأول الأعوام الأولى من حكمه في مقاومة الآراء الإصلاحية المتصاعدة، ولكنه تنازل ورضي بالتسوية النمساوية المجرية عام 1869 في أعقاب الهزيمة النمساوية في حرب الأسابيع السبعة والتي أسفرت عن استبعاد النمسا من الاتحاد الألماني، وبالتالي، جرى تحويل الإمبراطورية إلى الملكية المزدوجة الدستورية النمساوية المجرية. خضع الاقتصاد الزراعي الضخم لاحقًا للثورة الصناعية التي سادت البلاد، ما أدى إلى تسريع تحول البلاد إلى اقتصاد رأسمالي. بحلول هذا الوقت، انتشرت جمعية الشغيلة العالمية في النمسا، مع امتثال جميع منظمات العمال الفردية تقريبًا في البلاد للجمعية العالمية.
بحلول عام 1869، انبثقت حركة عمالية أكثر تنظيمًا من فرع نمساوي لحزب العمال الديمقراطي الاشتراكي الألماني. على الرغم من حقيقة عدم تمكّن الجمعية العالمية من متابعة أنشطتها على نحو قانوني في النمسا، وذلك بسبب قانون يحظر الاشتراكية الدولية، وبحلول وقت تأسيس حزب العمال الديمقراطي الاشتراكي الألماني، ضمت جمعية الشغيلة العالمية 13,350 عضوًا في النمسا –وبلغ عدد الأعضاء من فيينا 10,000. أرسل الفرع النمساوي ممثلين عنه، نيوماير وأوبرويندر، إلى مؤتمر بازل التابع للجمعية وواصل الفرع نموه على الرغم من تعرضه للقمع المحلي. بحلول عام 1870، تألف الفرع النمساوي لجمعية الشغيلة العالمية من 50,000 عضو، وقدّر بعض المحامين الفرنسيين أن عدد الأعضاء بلغ 100,000.
انهارت حركة العمال النمساويين في أعقاب انقسام الاشتراكية الدولية بين الماركسيين والأناركيين، إذ جرى استقطاب العمال إما نحو المعسكر الأناركي (بقيادة أندرياس شيو) أو المعسكر الاشتراكي الديمقراطي المعتدل (بقيادة هاينريش أوبيرويندر)، وفقد مجلس ماركس العام نفوذه تمامًا في النمسا. في أعقاب هذا الانقسام، شرعت الحكومة النمساوية في قمع الحركة اللاسلطوية الراديكالية بشدة، دون مضايقة الاشتراكيين الديمقراطيين المعتدلين –الأمر الذي ساهم في تفوقهم على الأناركيين. في عام 1874، اتخذ المعسكر الديمقراطي الاشتراكي جملة من الخطوات التي تهدف إلى إنشاء حزب سياسي، وتمخض عنها تأسيس الحزب الديمقراطي الاشتراكي في النمسا. نُفي الكثير من أعضاء المعسكر الأناركي، ممن واجهوا مضايقات الحكومة، إلى لندن، حيث أجروا اتصالات مع مهاجرين اشتراكيين آخرين، وتعاونوا معًا في صحيفة يوهان موست فرايهايت وانضموا إلى الاتحاد الاشتراكي الديمقراطي –مع انفصال القسم الأناركي لاحقًا لتأسيس الرابطة الاشتراكية.
أصبح الأناركيون الباقون في النمسا غير قادرين تمامًا على تنظيم أنفسهم داخل الحركة العمالية، لما واجهوه من قمع شديد مارسته الحكومة النمساوية ضدهم. أسفر هذا القمع، علاوة على نشر صحيفة فريهايت أفكارًا أكثر تشددًا كالترويج للقيام بالواجب، عن تطرف العديد من الأناركيين المعتدلين سابقًا تجاه الإرهاب. شرع المناضلون الأناركيون بممارسة أعمال عنف ضد الطبقات العليا وضباط الشرطة، ونزع الملكية من أجل إعادة توزيع الثروة، وبدء عدد من الانتفاضات العشوائية في فيينا طوال تسعينيات القرن التاسع عشر. في عام 1898، اغتال الأناركي الإيطالي لويجي لوشيني الإمبراطورة النمساوية إليزابيث. على الرغم من أن هذا الفعل كان من تلقاء نفسه، انتشرت نظريات المؤامرة القائلة بأن لوشيني كان جزءًا من مؤامرة لاغتيال الإمبراطور في جميع أنحاء الإمبراطورية، ووُجهت العديد من التهديدات بالانتقام ضد الإيطاليين في فيينا. دفعت هذه الطبيعة الراديكالية التي اتسمت اللاسلطوية بها آنذاك المزيد من العمال نحو الحزب الاشتراكي الديمقراطي الذي انتُخب لعضوية المجلس الإمبراطوري بعد حصوله على نحو ربع الأصوات، وذلك بعد إنفاذ حق اقتراع الرجال.